# Chiesa di Sant'Antonio Abate (Verona)
La chiesa di Sant'Antonio Abate è la parrocchiale di Chievo, frazione di Verona in provincia e diocesi di Verona; fa parte del vicariato di Verona Nord Ovest.

## Storia
L'originaria cappella di Chievo, dedicata alla Beata Vergine Maria, risultava già esistente nel 1443; essa era filiale della chiesa di San Procolo, a sua volta dipendente dall'abbazia di San Zeno.
Nel 1518 questa struttura venne demolita perché sorgeva troppo vicino alle mura di Verona e fu ricostruita in una zona diversa; in seguito l'originaria intitolazione alla Vergine Maria fu sostituita da quella a Sant'Antonio Abate.
La chiesetta, eretta a parrocchiale nel 1595, fu rimaneggiata e ampliata nel Settecento; nel 1770 passò sotto il diretto controllo del vescovo di Verona e otto anni dopo venne consacrata una prima volta, per poi essere riconsacrata il 30 settembre 1900 da monsignor Bartolomeo Bacilieri.
Nel 1937 l'edificio venne modificato mediante l'ampliamento della navata e la realizzazione di una nuova facciata; nel 1954 si provvide a costruire il nuovo campanile e nel 1980 la chiesa venne adeguata alle norme postconciliari.

## Descrizione

### Facciata
La facciata a salienti della chiesa, rivolta a nordovest, è suddivisa da una cornice marcapiano in due registri, entrambi scanditi da lesene; quello inferiore presenta centralmente il portale d'ingresso timpanato e ai lati due finestre, mentre quello superiore, caratterizzato da una finestra e affiancato da due volute, è coronato dal frontone di forma semicircolare.

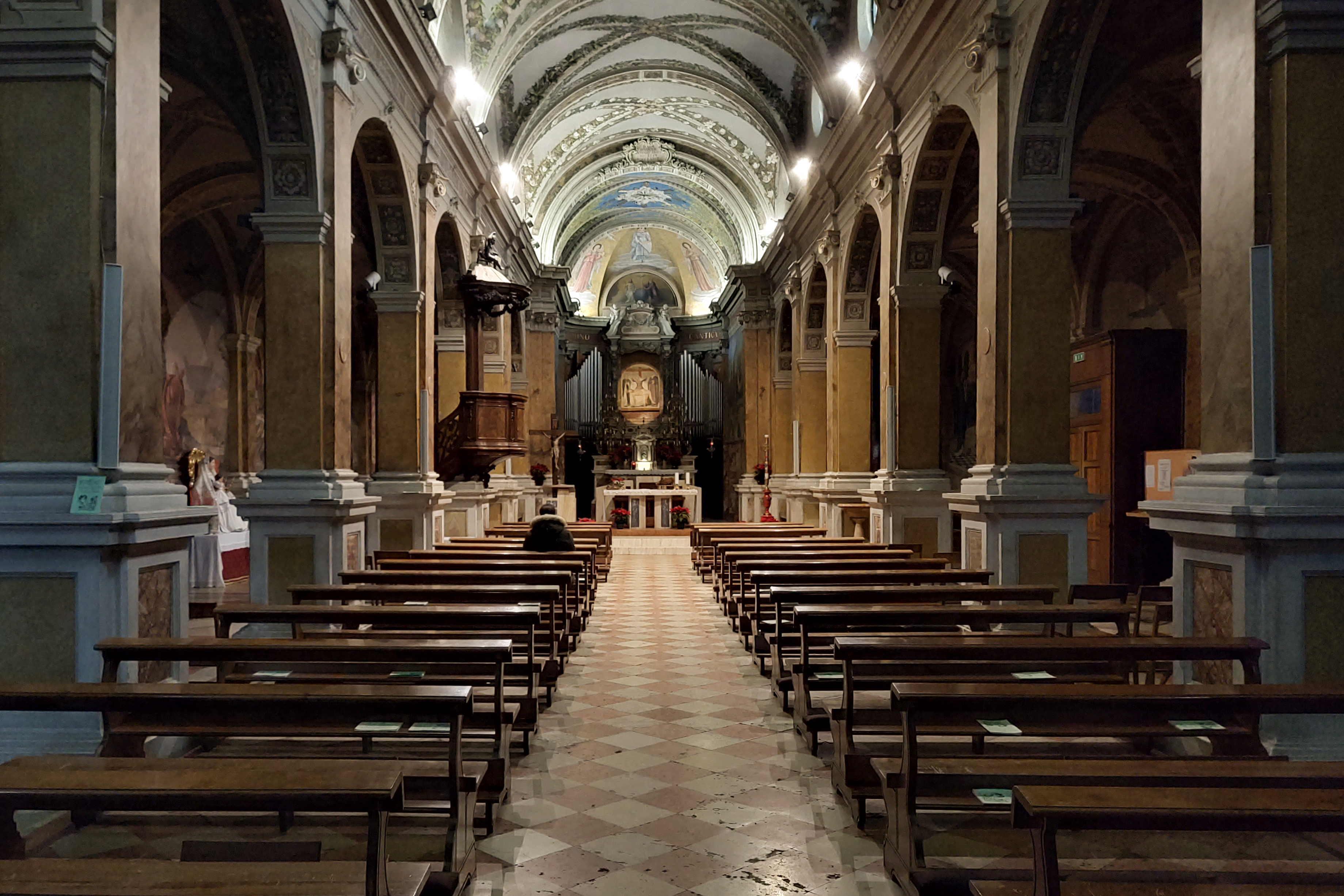
L'interno della chiesa

Distante alcuni metri dalla parrocchiale è il campanile a base quadrata, la cui cella presenta su ogni lato una bifora ed è coronata dalla guglia piramidale.

### Interno
L'interno dell'edificio è suddiviso da pilastri, poggianti su basamenti e sorreggenti archi a tutto sesto, in tre navate, coperte da volte a crociera; al termine dell'aula si sviluppa il presbiterio, sopraelevato di due scalini e chiuso dall'abside.
Qui sono conservate diverse opere di pregio, tra le quali la Via Crucis, realizzata da Agostino Pegrassi e Adolfo Mattielli, l'affresco raffigurante la Pietà con i Santi Pietro Martire e Antonio Abate, risalente al XVI secolo, e il dipinto con soggetto Santa Cecilia tra angeli musicanti, situato nell'abside.